# Международная ассоциация сверхмарафонцев
ИАЮ (Междунаро́дная Ассоциа́ция Сверхмарафо́нцев) (англ. International Association of Ultrarunners, сокращенно IAU) — международная организация, регулирующая и санкционирующая соревнования на дистанциях больше, чем марафон (42,195 км).
Многие из этих соревнований называют сверхмарафоном, некоторые длятся до нескольких суток (Многосуточные и многодневные (этапные) пробеги).

## Мероприятия
Мероприятия ИАЮ включают:
Чемпионаты мира по бегу на 50 км, 100 км, по суточному бегу и сверхмарафонскому трейлу.

## История
Международная ассоциация сверхмарафонцев была официально создана 20 апреля 1984 года во время многодневного пробега вдоль Дуная небольшой группой бегунов того времени (Малькольм Кэмпбелл, Хосе-Антонио Сото Рохас, Антон Сметс, Харри Арндт, Сухей Кобаяси, Жерар Станжер, Энди Милрой, Дэн Бранен, Эдгар Патман) для продвижения, развития и управления сверхмарафонским бегом. Эта идея начала формироваться ещё в 1980 году. В общих чертах ИАЮ была сформирована 9 сентября 1983 года; и ещё несколько месяцев понадобилось на доработку устава под руководством Дэна Бранена и Эдгара Патмана.
Чтобы добиться официального признания, чемпионаты мира стали проводиться под патронажем ИААФ, а чемпионаты Европы — ЕАА. Первым организованным мероприятием стал чемпионат Европы в беге на 100 км в Торхауте 20 июня 1987 года, затем в ближайшие годы были проведены другие мировые и континентальные чемпионаты и соревнования.
Изначально в состав ИАЮ входили пять сверхмарафонских федераций. К концу 2004 года, когда ИАЮ официально вступила в ИААФ, их было уже 13. До этого времени в ИАЮ могли вступить различные ассоциации или отдельные лица. С конца 2004 года только
национальные федерации лёгкой атлетики или сверхмарафона могут быть приняты в ИАЮ. С 2006 года штаб-квартира ИАЮ располагается в Монако по тому же адресу, что и ИААФ. Раньше, с момента основания, она располагалась в Лондоне.

## Дисциплины и рекорды
Устав и правила ИАЮ в значительной степени были взяты из существующих правил ИААФ. Также были установлены официальные дисциплины: 30, 40, 50, 60, 70, 80, 90, 100, 200, 400, 500, 600, 800 и 1000 миль, 50, 100 и 200, 500 и 1000 км, а также забеги на время, цель которых — пробежать максимальное расстояние за 6, 12, 24, 36, 48, 60, 72, 96, 120 часов и 6-суточный бег (144 часа), который проводился несколько десятилетий в конце XIX века. Признавались и другие многодневные, этапные или непрерывных, пробеги. Кроме того, специальной комиссией вводились категории по возрасту и по типу покрытия (шоссе, стадион, помещение, трейл). В феврале 1992 года, в связи с развитием сверхмарафона и увеличением числа участников, изначально немногочисленных, было проведено первое сокращение официальных дисциплин. Остались только следующие: 50, 100 и 1000 миль; 50, 100 и 1000 км для метрических дистанций; для бега на время 6 часов, 12 часов, 24 часа, 48 часов, 6 дней (144 часа). Только несколько национальных федераций официально сохранили старые дистанции в своих странах. В конце 2006 года объявлено, что с 1 января 2007 года 50 миль и 1000 км, удаляются из старого устава и правил. 50 миль официально возвращаются 1 января 2012 года, а 1000 км — 1 сентября 2018 года.
С декабря 2013 года ИАЮ регистрирует рекорды (возрастные и абсолютные) независимо от типа поверхности (шоссе, стадион, помещение). Соответствующие рекорды замораживаются.
С 1 января 2022 года ИААФ регистрирует мировые рекорды на дистанциях 100 и 50 км. ИАЮ регистрирует мировые рекорды на дистанциях 50 и 100 миль и в беге на 6, 12, 24 и 48 часов. Регистрация мировых рекордов в других дисциплинах сверхмарафона прекращается.
После дальнейшего обсуждения 6-суточный бег сохранён в официальных дисциплинах ИАЮ.

## GOMU/ГОМС
ИАЮ проводит политику сокращения официальных дисциплин, и группа сильнейших сверхмарафонцев создала ГОМС
(Глоба́льная организа́ция многодне́вных сверхмарафо́нцев) (англ. GOMU (Global Organization of Multi-Day Ultramarathoners)). Руководство организации:
- Президент Тришул Чернс
  - Вице-президент Янис Курос
  - Вице-президент Виктория Браун

ГОМС регистрирует рекорды в стандартных и нестандартных дисциплинах многодневных, пробегов. С 2022 года проводит чемпионаты мира GOMU по двух- и (с 2023) 6-суточному бегу. В 2025 году планируется провести чемпионат по трёхсуточному бегу.